# Скревен (Джорджія)
Скревен (англ. Screven) — місто (англ. city) в США, в окрузі Вейн штату Джорджія. Населення — 769 осіб (2020).

## Географія
Скревен розташований за координатами 31°29′3″ пн. ш. 82°1′1″ зх. д. / 31.48417° пн. ш. 82.01694° зх. д. (31.484153, -82.016879).  За даними Бюро перепису населення США в 2010 році місто мало площу 5,62 км², з яких 5,57 км² — суходіл та 0,06 км² — водойми.

## Демографія
Згідно з переписом 2010 року, у місті мешкало 766 осіб у 285 домогосподарствах у складі 213 родин. Густота населення становила 136 осіб/км².  Було 346 помешкань (62/км²).
Расовий склад населення:
| - 64,0 % — білих - 33,7 % — чорних або афроамериканців - 0,8 % — корінних американців - 0,3 % — азіатів |

До двох чи більше рас належало 0,9 %. Частка іспаномовних становила 1,7 % від усіх жителів.
За віковим діапазоном населення розподілялося таким чином: 28,6 % — особи молодші 18 років, 56,4 % — особи у віці 18—64 років, 15,0 % — особи у віці 65 років та старші. Медіана віку мешканця становила 37,4 року. На 100 осіб жіночої статі у місті припадало 92,0 чоловіків;  на 100 жінок у віці від 18 років та старших — 87,3 чоловіків також старших 18 років.
Середній дохід на одне домашнє господарство  становив 46 914 долари США (медіана — 44 063), а середній дохід на одну сім'ю — 52 215 доларів (медіана — 49 625). За межею бідності перебувало 17,4 % осіб, у тому числі 26,4 % дітей у віці до 18 років та 11,8 % осіб у віці 65 років та старших.
Цивільне працевлаштоване населення становило 350 осіб. Основні галузі зайнятості: виробництво — 24,0 %, освіта, охорона здоров'я та соціальна допомога — 17,4 %, науковці, спеціалісти, менеджери — 9,4 %, роздрібна торгівля — 8,0 %.